# ABC-модель развития цветка

Схема, иллюстрирующая модель ABC на примере Арабидопсиса. Гены класса A (синий) влияют на чашелистики и лепестки, гены класса B (жёлтый) влияют на развитие лепестков и тычинок, гены класса C (красный) влияют на тычинки и плодолистики

Схема, иллюстрирующая классическую модель ABC

Развитие цветка — это процесс, посредством которого цветковые растения запускают каскад экспрессии генов в меристеме, который приводит к образованию органа полового размножения — цветка. Чтобы это произошло, растение должно пройти три стадии развития и сопутствующие им физиологические изменения: во-первых, оно должно достичь половой зрелости и стать половозрелой особью (то есть, переход к цветению); во-вторых, должно произойти преобразование апикальной меристемы из вегетативной во флоральную меристему (то есть, должна произойти закладка цветка); и, наконец, рост и развитие индивидуальных органов цветка. Для объяснения механизма последней стадии была придумана модель ABC, которая пытается описать биологическую основу процесса с точки зрения молекулярной генетики и биологии развития.
Для запуска процесса цветения необходим внешний стимул, который мог бы запустить дифференцировку меристемы. Этот стимул запускает митотическое деление клеток меристемы, в особенности по бокам, где формируются зачатки цветков. Тот же стимул заставляет меристему включить генетическую программу развития, которая приведёт к росту флоральной меристемы. Главное различие между флоральной и вегетативной меристемами, кроме очевидного несоответствия между образуемыми органам, — это наличие у первой мутовчатого филлотаксиса, суть которого заключается в том, что образуется зародыш, между отдельными мутовками органов которого не происходит удлинения стебля. Эти мутовки претерпевают акропетальное развитие, давая начало чашелистикам, лепесткам, тычинкам и плодолистикам. Ещё одно отличие от вегетативных пазушных меристем — «детерминированность» флоральной меристемы: после дифференцировки её клетки больше не могут делиться.
Меристемы цветка можно подразделить на два типа: генеративные меристемы, из которых формируются соцветия, и которые дают начало цветковой меристеме, формирующей органы цветка. Цветковые меристемы дают начало четырём органам цветка: чашелистикам, лепесткам венчика, тычинкам и плодолистикам (пестику). Все органы цветка и соответствующие меристемы закладываются как мутовки, то есть расположены в виде концентрических кругов вокруг цветковой меристемы. То, какой орган будет сформирован из четырёх мутовок цветка, определяется взаимодействием по крайней мере трёх классов генов, а точнее их продуктов, каждый из которых выполняет свою специфическую функцию. Согласно ABC-модели, функции генов класса A необходимы для закладки мутовок околоцветника, а гены класса C для закладки репродуктивных мутовок. Функции этих генов незаменимы, и отсутствие одной из них будет означать, что другая будет определять идентичность всех флоральных меристем. Функция генов класса B — образование лепестков из чашелистиков во второй мутовке, а также формирование тычинок из плодолистиков в четвёртой мутовке.
Считается, что все органы цветка являются видоизменёнными листьями или выростами стебля. Эту идею впервые высказал И. В. Гёте в XVIII веке. Впервые «цветковая теория» Гёте была опубликована в 1790 году в эссе «Опыт объяснения метаморфоза растений» (нем. Versuch die Metamorphose der Pflanzen zu erklaren), где Гёте написал:
Ибо мы можем одинаково хорошо сказать, что тычинка является сжавшимся лепестком, и что лепесток — это тычинка в состоянии расширения; что чашелистик — это сжавшийся, приближающийся к известной степени утончённости стеблевой лист, и что последний — это под напором грубых соков расширившийся чашелистик.Goethe J.W. von Versuch die Metamorphose der Pflanzen zu erklaren. — Gotha, Ettlinger, 1790; paragraph 120.

## Переход к цветению
При переходе к цветению в жизненном цикле растений происходят кардинальные изменения, возможно, даже самые важные из всех. Весь процесс должен пройти без ошибок, чтобы гарантировать растению возможность оставить после себя потомство. Переход начинается с закладки генеративной меристемы, которая даст начало соцветию или одному цветку. Это морфогенетическое изменение состоит из эндогенных и экзогенных элементов. Например, чтобы зацвести, у растения должно быть определённое количество листьев и определённое количество общей биомассы. Также необходимы подходящие внешние условия, такие как длина светового дня и температура. В этом процессе большую роль играют фитогормоны, в особенности гиббереллины, которые могут стимулировать переход к цветению.
Существует множество сигналов, которые регулируют зацветание на молекулярно-биологическом уровне. Основную роль у Arabidopsis thaliana играют следующие три гена: FLOWERING LOCUS T (FT), LEAFY (LFY), SUPPRESOR OF OVEREXPRESSION OF CONSTANS1 (SOC1, также называемый AGAMOUS-LIKE20). SOC1 кодирует MADS-box-белок, который интегрирует сигналы от других белков, реагирующих на длину светового дня, яровизацию, уровень сахарозы и гиббереллины. SOC1, в свою очередь, активирует ген LEAFY, который кодирует трансфактор и запускает основной каскад генов, ведущий к образованию органов цветка. Продукт гена FT — это небольшой белок с массой 23 кДа, который по отношению к гену SOC1 является активатором более высокого порядка. Согласно современным представлениям, белок FT — это тот самый таинственный флориген, существование которого постулировал М. Х. Чайлахян. Под влиянием благоприятных условий, таких как качество света, длина светового дня и яровизация, в листьях растения происходит синтез белка FT, который с током соков флоэмы попадает в апикальную меристему, где взаимодействует с постоянно находящимся там белком FD, который представляет собой трансфактор типа цинкового пальца. Вместе эти два белка запускают трансформацию вегетативной меристемы во флоральную и активируют нижележащий ген SOC1.

## Закладка флоральной меристемы
Меристему можно определить как ткань или группу клеток растения, состоящую из недифференцированных стволовых клеток, которые способны образовывать различные специализированные ткани. Их поддержание и развитие как в вегетативной, так и в генеративной меристеме контролируются генетическим механизмом детерминации и клеточной дифференцировки. Это означает, что ряд генов будут напрямую регулировать, например, поддержание стволовых клеток (ген WUSCHEL или WUS), а другие будут оказывать противоположное действие по механизму отрицательной обратной связи, ингибируя действие этого гена (например, ген CLAVATA или CLV). Оба эти механизма образуют петлю обратной связи, которая вместе с остальными элементами придаёт системе значительную устойчивость. Ген WUS отвечает за поддержание клеточных делений клеток апикальной меристемы, а ген SHOOTMERISTEMLESS (STM) подавляет их дифференцировку, но всё же позволяет дочерним клеткам делиться. Если бы эти клетки могли пройти дифференцировку, то они дали бы начало новым органам растения.

## Архитектура цветка

Анатомия цветка

Анатомия цветка, её чёткая организация, призвана способствовать половому размножению цветковых растений. Цветок создаётся благодаря активности трёх классов генов, которые регулируют его развитие:
- Гены идентичности меристемы. Кодируют транскрипционные факторы, которые необходимы для превращения генеративной меристемы в цветковую. У мутантов по генам идентичности меристем развиваются побегоподобные структуры или цветки, похожие на побеги.
- Гены идентичности органов цветка. Напрямую контролируют процессы формирования органов цветка. Также кодируют транскрипционные факторы, которые влияют на экспрессию других генов, чьи продукты необходимы для образования и функционирования отдельных органов цветка.
- Кадастровые гены. Действуют как пространственные регуляторы для генов идентичности органов, определяя границы их экспрессии. Таким образом, они контролируют меру взаимодействия генов между собой, тем самым определяя, будут ли они экспрессироваться в одном месте и в одно время.

### Модель ABC

Схема ABC-модели

ABC-модель развития цветка впервые была сформулирована Джорджем Хоуном и Крисом Самерсвиллем в 1988 году. Сначала она использовалась как модель для объяснения собрания множества генетических закономерностей и механизмов, выявленных при образовании цветка у подкласса розид на примере Arabidopsis thaliana, и у астерид на примере Antirrhinum majus. Оба вида имеют по четыре мутовки (чашелистики, лепестки, тычинки и плодолистики), образование которых определяется определённой экспрессией ряда гомеозисных генов в каждой из этих мутовок. Образование чашелистиков полностью определяется экспрессией генов A, а вот для образования лепестков необходима совместная экспрессия генов A и B. Гены B и C определяют идентичность тычинок, в для формирования плодолистиков нужны только гены C. Гены типа A и C являются взаимными антагонистами.
Тот факт, что эти гомеозисные гены определяют идентичность органа, становится очевидным, когда ген одного из этих классов, например ген A, не экспрессируется. У Arabidopsis такая потеря функции гена приводит к образованию цветка с одной мутовкой плодолистиков, одной из тычинок и одной дополнительной из плодолистиков. Такой метод изучения функции генов использует обратную генетику, чтобы создавать трансгенные растения при помощи механизма сайленсинга посредством РНК-интерференции. В других исследованиях, использующих методы прямой генетики, такие как генетическое картирование, анализируется фенотип цветков со структурными аномалиями, из которых затем клонируется интересующий исследователей ген. У такого цветка может быть дисфункциональный или гиперактивный аллель ответственного за мутацию гена.
Помимо основных классов генов A, B и C, были обнаружены два дополнительных класса генов D и E. Гены D отвечают за образование семяпочки как за отдельный процесс, не связанный с образованием плодолистиков (пестика), который происходит уже после их закладки. Действие генов E необходимо для всех четырёх мутовок, хотя изначально предполагалось, что они требуются только для развития трёх внутренних мутовок (функция генов E sensu stricto). Однако, в более широком смысле (sensu lato) они необходимы для всех четырёх мутовок. Таким образом, при отключении генов D нарушается строение семяпочек, и они становятся похожими на листья, а при утрате функции генов E sensu stricto органы цветка трёх внутренних мутовок преобразуются в чашелистики. Если же говорить sensu lato, то органы всех четырёх мутовок становятся листоподобными. Белки, кодируемые этими генами, относятся к MADS-бокс-белкам.

### Генетический анализ

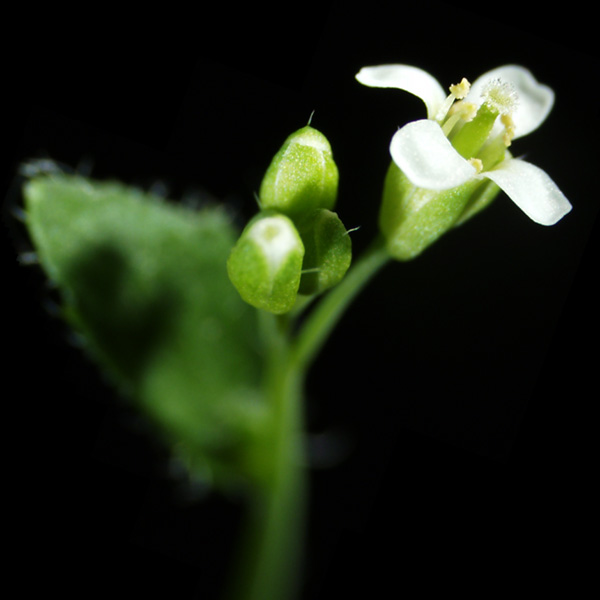
Цветок Arabidopsis thaliana

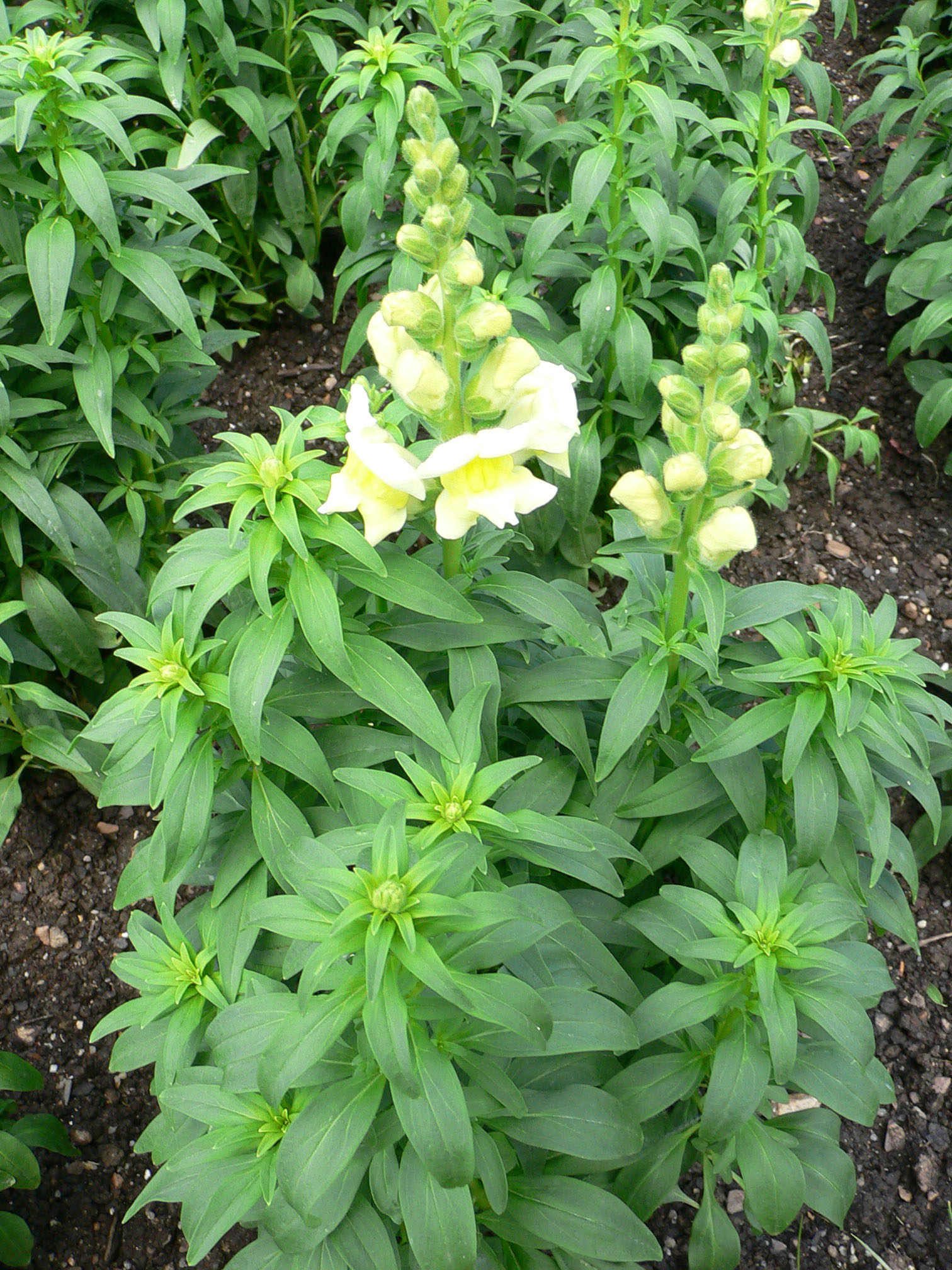
Цветы Antirrhinum majus

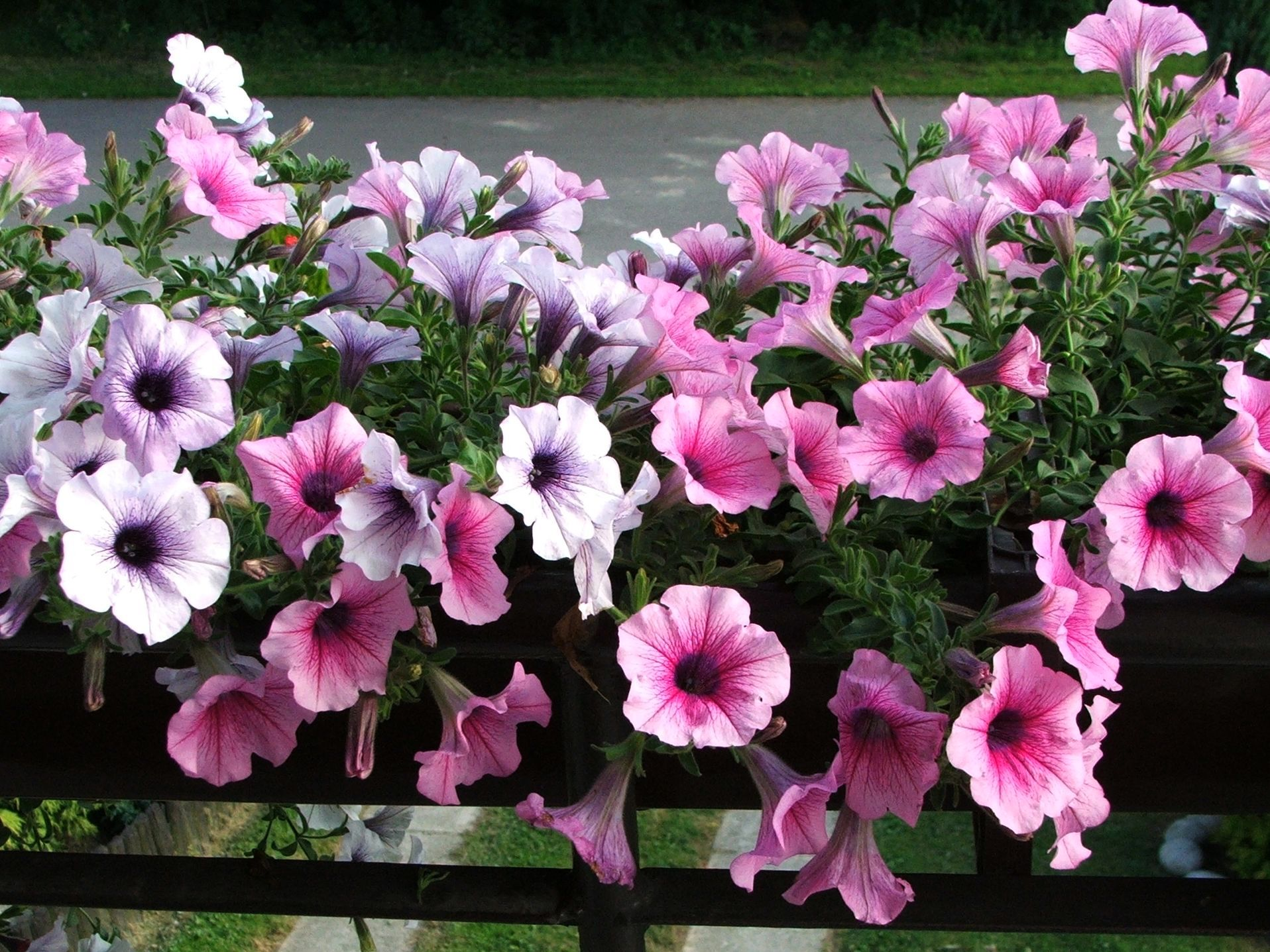
Цветы Petunia hybrida

Методологически исследование развития цветка осуществлялось в два шага. Сначала точно идентифицировались гены, необходимые для закладки флоральной меристемы. У A. thaliana к этим генам относятся APETALA1 (AP1) и LEAFY (LFY). Затем осуществлялся генетический анализ аберрантных фенотипов по относительным характеристикам цветков, что позволяло охарактеризовать гомеозисные гены, вовлечённые в процесс.

#### Анализ мутаций
Обнаружено множество мутаций, влияющих на морфологию цветка, хотя систематический анализ соответствующих мутантов стал проводиться относительно недавно. Многие из них изменяют идентичность органов цветка, например, некоторые органы развиваются в том месте, где должны были бы развиваться другие. Это так называемые гомеозисные мутации, которые аналогичны мутациям HOX-генов, обнаруженных у Drosophila. У Arabidopsis и Antirrhinum, тех двух таксонов, на которых основана ABC-модель, эти мутации всегда затрагивают смежные мутовки. В соответствии с этим, все мутации можно подразделить на три класса в зависимости от того, на какие мутовки они влияют:
- Мутации в генах A: эти мутации затрагивают чашечку и венчик, то есть самые отстоящие от центра мутовки. У таких мутантов (APETALA2 у A. thaliana) вместо чашелистиков развиваются плодолистики, а вместо лепестков — тычинки. Проще говоря, мутовки околоцветника преобразуются в репродуктивные мутовки.
- Мутации в генах B: эти мутации затрагивают венчик и тычинки, то есть промежуточные мутовки. Среди образцов A. thaliana были обнаружены две мутации: APETALA3 и PISTILLATA. У таких мутантов вместо лепестков развиваются чашелистики, а вместо тычинок — плодолистики.
- Мутации в генах C: эти мутации затрагивают репродуктивные мутовки, а именно тычинки и плодолистики. У A. thaliana мутация такого типа называется AGAMOUS. Вместо тычинок развиваются лепестки, а вместо плодолистиков — чашелистики.

#### Техника анализа экспрессии генов
ДНК генов, ответственных за гомеозисные мутации в мутантах, упомянутых ранее, были клонированы, а их структура и продукты исследованы. В исследовании использовался серийный анализ экспрессии генов, чтобы определить характер экспрессии генов в разных тканях в течение всего времени развития цветка. Место и последовательность экспрессии в целом совпали с предсказанными ABC-моделью.
По своей природе белки, закодированные в этих генах, оказались транскрипционными факторами. Аналогичная группа факторов транскрипции, как и ожидалось, есть у дрожжей и животных. Эта группа называется MADS-белки; название — акроним из первых букв названий четырёх первых членов этого семейства. MADS-факторы были обнаружены у всех изученных видов растений, хотя нельзя исключать, что в регуляции экспрессии генов у них могут принимать участие и другие элементы.

### Гены группы A
У A. thaliana класс A представлен двумя генами: APETALA1 (AP1) и APETALA2 (AP2). AP1 — это белок MADS-box, а AP2 относится к семейству генов CBF, кодирующих белки, у которых есть AP2-домен. Это семейство состоит из трёх транскрипционных факторов и встречается только у растений. AP1 контролирует закладку чашелистиков и цветков, а также активен во флоральной меристеме. AP2 функционирует не только в первых двух мутовках (чашелистики и лепестки), но также и в двух внутренних мутовках, а также в развивающихся семяпочках и даже в листьях и побегах. Было также показано, что его экспрессия необходима для прорастания семян. Весьма вероятно, что существует некий механизм посттранскрипционной регуляции, который влияет на его способность выполнять A-функцию, или что у него есть функции в процессе дифференцировки органов, которые никак не связаны с формированием цветка.
У Antirrhinum ген, ортологичный AP1, называется SQUAMOSA (SQUA) и тоже влияет на флоральную меристему. AP2 гомологичны гены LIPLESS1 (LIP1) и LIPLESS2 (LIP2), которые обладают взаимозаменяемой функцией и участвуют в развитии чашелистиков, лепестков и семяпочек.
Из Petunia hybrida были выделены три гена, схожие с AP2: APETALA2A (PhAP2A), PhAP2B и PhAP2C. PhAP2A в значительной степени гомологичен гену AP2 Arabidopsis, как по первичной последовательности аминокислот, так и по характеру экспрессии, из чего можно сделать вывод, что эти два гена — ортологи. Белки PhAP2B и PhAP2C, напротив, несколько отличаются от AP2, хотя они и принадлежат к семейству транскрипционных факторов, схожему с семейством AP2. К тому же оба эти гена экспрессируются по-разному, хотя они и весьма схожи, если сравнивать их с PhAP2A . Фактически мутации в этих генах не дают обычного фенотипа, соответствующего нуль-аллелю A генов На самом деле у петунии не было обнаружено настоящих генов, выполняющих A-функции; часть A-функций (ингибирование генов класса C в двух внешних мутовках) было в значительной степени обусловлено миРНК169 (в просторечии называемой BLIND).

### Гены группы B
У A. thaliana к классу генов B относятся только два гена: APETALA3 (AP3) и PISTILLATA (PI), оба кодирующие MADS-белки. Мутация хотя бы в одном из этих генов вызывает гомеозисное преобразование лепестков в чашелистики, а тычинок в плодолистики. То же самое происходит с ортологичными генами у A. majus: DEFICIENS (DEF) и GLOBOSA (GLO). У обоих видов эти белки функционируют как гетеродимеры: AP3 и PI или DEF и GLO. Только в такой форме они могут связываться с ДНК.
У петунии ген, эквивалентный GLO/PI, подвергся дупликации, в результате чего образовалось два гена: P. hybrida GLOBOSA1 (PhGLO1, также называемый FBP1) и PhGLO2 (называемый PMADS2 или FBP3). Что касается гена, эквивалентного по функции AP3/DEF, то у петунии есть ген с относительно схожей последовательностью, который называется PhDEF, и ещё один атипичный ген с B-функцией — PhTM6. Филогенетические исследования отнесли первые три гена к линии «euAP3», а ген PhTM6 был отнесён к более древней линии «paleoAP3». Следует обратить внимание, что с точки зрения эволюционной истории возникновение линии euAP3, по-видимому, связано с появлением двудольных, поскольку гены B из линии euAP3 в основном присутствуют у двудольных, а гены из линии paleoAP3 — у однодольных и палеодикот.

Модель ABC для тюльпана

Как уже обсуждалось выше, органы цветка покрытосеменных эудикот распределены по 4 разным мутовкам, из которых возникают чашелистики, лепестки, тычинки и плодолистики. Модель ABC утверждает, что закладка этих органов определяется гомеозисными генами A, A+B, B+C и C. В отличие от чашелистиков и лепестков эудикот, околоцветник многих растений из семейства Liliaceae (Лилейные) состоит из двух практически идентичных лепесткообразных мутовок. Что объяснить морфологию цветка Liliaceae, в 1993 году ван Танен и др. предложили модифицированную модель ABC. Эта модель предполагает, что гены класса B экспрессируются не только в мутовках 2 и 3, но также в мутовке 1. Из этого следует, что органы мутовок 1 и 2 экспрессируют гены класса A и B и, таким образом, приобретают лепесткообразное строение. Модель была подтверждена экспериментально, когда из тюльпана Tulipa gesneriana удалось выделить и охарактеризовать гены, гомологичные генам GLOBOSA и DEFICIENS из львиного зева. Как оказалось, эти гены экспрессировались в трёх мутовках.
Гомологи GLOBOSA и DEFICIENS также были выделены из Agapanthus praecox ssp. orientalis (Агапантовые), который филогенетически далеко отстоит от модельных организмов. Гены получили название ApGLO и ApDEF. Оба обладают открытой рамкой считывания и кодируют белки длиной 210—214 аминокислотных остатков. Филогенетический анализ этих генов показал, что они принадлежат к семейству генов B однодольных растений. Методом гибридизации in situ было показано, что оба гена активны в мутовках 1, 2 и 3. Собранные вместе, эти наблюдения дают нам понять, что механизм развития цветка у Agapanthus следует модифицированной ABC-модели.

### Гены группы C
У A. thaliana к генам класса C относится ген, кодирующий MADS-белок, AGAMOUS (AG), который участвует в образовании тычинок и плодолистиков, а также в закладке флоральной меристемы. Мутанты по гену AG лишены андроцея и гинецея, вместо которых развиваются лепестки и чашелистики. Кроме этого, нарушается рост середины цветка, в результате чего лепестки и чашелистики растут повторяющимися мутовками.
Ген PLENA (PLE) представленный у A. majus вместо гена AG, не является его ортологом. Гомологом гена AG у A. majus служит другой ген — FARINELLI (FAR), который участвует в развитии пыльников и созревании пыльцы.
У петунии, львиного зева и кукурузы функцию генов C выполняет целый ряд генов, которые действуют по той же схеме. К ближайшим гомологам гена AG у Petunia можно отнести pMADS3 и floral-binding protein 6 (FBP6).

### Гены группы D и E

Современный вариант ABCDE-модели

Гены класса D были открыты в 1995 году. Они кодируют MADS-белки и обладают специфической функцией, отличающейся от всех описанных ранее, хотя и обладают определённой гомологией с генами класса C. К этим генам относятся FLORAL BINDING PROTEIN7 (FBP7) и FLORAL BINDING PROTEIN1L (FBP1l). Было обнаружено, что у петунии они участвуют в развитии семяпочек. Аналогичные гены были позже найдены у Arabidopsis, где они также контролируют развитие плодолистиков, семяпочек и даже некоторых структур, имеющих отношение к распространению семян. Эти гены носят название SHATTERPROOF 1, 2 (SHP) и SEEDSTICK (STK). Ген SHP представлен в геноме Arabidopsis двумя весьма схожими копиями, которые выполняют одинаковую функцию. Подобно тому, как это происходит у генов класса B, белки SHP и STK должны образовать гетеродимер, чтобы иметь возможность связываться с ДНК.
Во время исследования петунии и томатов методом РНК интерференции был получен интересный фенотип, результатом обнаружения которого явилось то, что в 1994 году была выделена новая функция в модели развития цветка и соответствующие ей гены. Изначально предполагалось, что гены класса E участвуют только в развитии трёх внутренних мутовок, но последующие работы выявили, что их экспрессия необходима для всех мутовок цветка. У Arabidopsis было обнаружено четыре гена класса E, обозначаемые как SEPALLATA: SEP1, SEP2, SEP3 и SEP4. Все четыре гена выполняют одну функцию и дублируют друг друга, однако у мутанта, дефектного по всем четырём генам SEP, не происходит развития органов цветка, и весь цветок полностью состоит из чашелистиков (фактически из листьев).

## Модель квартетов
ABC-модель принесла упорядоченность и дала существенный толчок исследованиям морфогенеза цветка, но она ничего не говорит о молекулярных механизмах, стоящих за этим процессом. В 2001 году Гюнтер Тайссен, основываясь на литературных данных и многочисленных наблюдениях, скопившихся к тому времени, предложил так называемую «модель квартетов». Было доподлинно известно, что MADS-белки взаимодействуют с ДНК, образуя димеры, как это происходит с генами класса B и C. Основываясь на том, что для развития цветка необходимы пять классов генов (A, B, C, D и E), Тайссен высказал предположение, что продукты генов идентичности органов цветка функционируют в виде гетеротетрамерных белковых комплексов. В последующих работах его гипотеза получила подтверждение и вскоре стала общепринятой. Такая модель позволила перейти от абстрактного взаимодействия генов к конкретным физическим объектам. Согласно модели квартетов продукты генов A+E необходимы для образования чашелистиков, A+B+E — лепестков, B+C+E — тычинок, C+E — плодолистиков и D+E — семяпочек. Каждая пара MADS-трансфакторов способна связываться с ДНК, в которой есть последовательность CC[A/T]6GG, коротко обозначаемая как CArG-box, поэтому предполагается, что квартет белков связывается сразу с двумя CArG-боксами на разных участках ДНК, заставляя его свернуться в петлю. Затем, в зависимости от состава квартета, он запускает или подавляет экспрессию генов с каждого из участков ДНК. Как полагают, гены класса E играют в этом процессе значительную роль, обеспечивая связывание двух димеров в тетрамер. Подобная система была, в конечном итоге, обнаружена у всех модельных растений. На данный момент модель квартетов является общепринятой моделью молекулярно-биологического развития цветка.
На данный момент, для A. thaliana выявлено пять белковых комплексов, отвечающих за развитие определённого органа цветка:
- чашелистики (A+E) AP1/AP1/SEP/SEP
- лепестки (A+B+E) AP1/AP3/PI/SEP
- тычинки (B+C+E) PI/AP3/AG/SEP
- плодолистики (C+E) AG/AG/SEP/SEP
- семяпочки (C+D+E) AG/SHP/STK/SEP